# Euptychia inductura
Euptychia inductura är en fjärilsart som beskrevs av Don B. Stallings och Turner 1947. Euptychia inductura ingår i släktet Euptychia och familjen praktfjärilar. Inga underarter finns listade i Catalogue of Life.